# Dietlinde Turban
Dietlinde Turban (bürgerlich Dietlinde Turban Maazel, * 27. August 1957 in Reutlingen) ist eine deutsche Schauspielerin.

## Leben
Dietlinde Turban wuchs als Tochter eines Arztes und einer Pianistin in München auf. Sie ist die Schwester des Geigers Ingolf Turban. Neben dem Besuch des Städtischen Luisengymnasiums München studierte sie Violine, Gesang und Klassischen Tanz an der Hochschule für Musik und Theater München. Es folgten Meisterkurse in Violine bei Dorothee Delay und Schauspiel mit Peter Brook und Lee Strasberg im Terry Schreiber Studio, New York.
Ihr Bühnendebüt gab sie im Alter von 19 Jahren am Münchener Residenztheater. Sie spielte dort das Gretchen in einer Faust-Inszenierung von Michael Degen. In der Folge spielte sie die Rollen des jungen klassischen Faches: Stella von Johann Wolfgang von Goethe, Luise in Kabale und Liebe, Minna von Barnhelm von Gotthold Ephraim Lessing, Desdemona in Shakespeares Othello (Hersfeld-Preis als beste Darstellerin). Sie gastierte am Theater Bonn und Theater in der Josefstadt in Wien. In der Bühnenverfilmung der Oper L’Orfeo von Claudio Monteverdi in der Regie von Jean-Pierre Ponnelle am Opernhaus Zürich (1978) spielte Dietlinde Turban die Euridice, wobei Rachel Yakar für sie die Gesangspartie übernahm.
Neben weiteren Bühnenauftritten in Bühnenstücken von  Jean Anouilh, Jean Giraudoux und Gerhart Hauptmann unter Rudolf Noeltes Regie war sie in Fernsehproduktionen zu sehen, z. B. als Jenny Treibel, im Traumschiff oder bei Derrick. Ihre Karriere wurde international, mit Filmen in Frankreich, Italien und den USA: die Rolle der Rachel im amerikanischen Streifen Blutspur (1979) mit Audrey Hepburn, in Alberto Negrins internationaler Koproduktion Der Duce und ich (Mussolini and I) an der Seite von Anthony Hopkins (1985), in Peter Schamonis Schloß Königswald (1988) und in der französischen TV-Produktion L'ingénieur aimait trop les chiffres von Michael Favart (1989).
Nach ihrer Heirat 1986 mit dem Dirigenten Lorin Maazel († 2014) zog sie sich weitgehend aus dem Beruf zurück. Mit Maazel hat sie die drei Kinder Leslie, Orson und Tara.
Erst 2003 trat sie wieder im Fernsehen auf, in Der Thronfolger mit Maria Schell, einer Folge der Serie u. a. SOKO 5113, sowie 2009 in dem Kurzfilm Elah and the Moon. 2004 gastierte sie als Schauspielerin mit ihrem ersten One Woman Play am Cherry Lane Theatre, New York, an der George Mason University, VA, und an der American Austrian Foundation in Salzburg auf Schloss Arenberg, 2005.
Dietlinde Turban lebt in Virginia, München und Monte-Carlo. 1996 gründete sie mit ihrem Mann die Châteauville Foundation an der Hearthstone School, einer Privatschule in Sperryville, Virginia (USA), die sich an der Waldorf-Pädagogik Rudolf Steiners orientiert. Damit legten sie die Grundlagen für das „Castleton Festival“, einem Musikfestival, das sie heute als Nachfolgerin ihres verstorbenen Mannes leitet. Seit 2009 präsentiert es ein Nachwuchsprogramm für junge Dirigenten, Instrumentalisten und Sänger. Das dort auf ihrem idyllischen Grundstück gelegene, durch Umbau eines Hühnerstalls entstandene „Mini Globe Theatre“ hat sich unter ihrer künstlerischen Leitung zu einem beeindruckenden Musiktheater entwickelt. Hier kann man sie neben dem vielseitigen, anspruchsvollen Programm auch als Schauspielerin und Regisseurin erleben. Im Sommer 2013 spielte sie die Elle in Cocteaus Ein-Frauen-Stück La Voix Humaine (Die geliebte Stimme) im Castleton Festival in Virginia.
Dietlinde Turban hat eine Professur für Schauspiel an der Rutgers University in New Jersey und eine Meisterklasse am T. Schreiber Studio in New York.

## Auszeichnungen
- 1982: Hersfeld-Preis[10]
- 1983: Bambi als Fernsehdarstellerin des Jahres.

## Filmografie (Auswahl)

### Kino
- 1978: L’Orfeo
- 1979: Blutspur (Bloodline)
- 1983: Der Salzprinz (Sol nad zlato)
- 1988: Die letzte Geschichte von Schloß Königswald

### Fernsehen
- 1978: Derrick (Fernsehserie, Folge 42: Abendfrieden)
- 1978: Derrick (Fernsehserie, Folge 52: Abitur)
- 1979: Ihr 106. Geburtstag
- 1980–1982: St. Pauli-Landungsbrücken (Fernsehserie)
- 1980: Der Thronfolger
- 1980: Kabale und Liebe
- 1980: Die Undankbare
- 1981: Überfall in Glasgow
- 1982: Das Traumschiff (Fernsehserie, Folge 5: Grenada)
- 1982: Klein Zaches, genannt Zinnober
- 1982: Stella
- 1982: Mozart (Fernsehminiserie)
- 1982: Frau Jenny Treibel
- 1982: Derrick (Fernsehserie, Folge 95: Das Alibi)
- 1983: Liebe hat ihre Zeit
- 1985: Der Duce und ich (Mussolini and I)
- 1985: Derrick (Fernsehserie, Folge 134: Die Tänzerin)
- 1986: Tödliche Liebe
- 1986: Mord am Pool
- 1986: Rette mich, wer kann (Fernsehserie; sechs Folgen) als Clarissa
- 1989: L’ingénieur aimait trop les chiffres
- 2003: SOKO 5113 (Fernsehserie, Folge 23×03: Die Stimme)
- 2009: Elah and the Moon (Kurzfilm)